# Maria De Filippi
Maria De Filippi (n. 5 decembrie 1961, Milano, Italia) este o moderatoare de televiziune italiană.